# Pakistan Times
 (janvier 2020).
Le Pakistan Times (1947-1996) était un journal pakistanais, créé à l'origine par la gauche progressiste Papers Limited basée à Lahore, au Pakistan[pas clair].
Le National Press Trust a été privatisé en 1996. La même année, le Pakistan Times a été fermé.,

## Référence
1. ↑  Kalia 2015, p. 56.
2. ↑  McCarry 2019, p. 69.